# Jagtedderkopper
Jagtedderkopper (latin: Lycosidae) er almindelige danske edderkopper, som løber deres bytte op. De sidder på jordbunden eller på planteblade. De fleste jagtedderkopper bliver ca. 10-20 mm lange.
Når de bevæger sig, sker det i små korte løb og de kan også hoppe.
Jagtedderkopperne har lange ben, og fanger deres bytte ved at overfalde det i spring. De laver intet fangnet, men bruger dog stadig deres spindevorter til at lave det vatagtige ægspind, som man ofte ser hunnen bære rundt på, fæstnet på spindevorterne. Mange arter bærer ungerne på ryggen et stykke tid efter de er klækket.